# Фараон (фільм)
«Фарао́н» (пол. Faraon) — історична драма польського режисера Єжи Кавалеровича про боротьбу за владу між фараоном Рамсесом XIII і станом жерців на чолі з Герігором. Є екранізацією однойменного роману Болеслава Пруса.

## Сюжет
У фільмі розповідається про життя фараона Рамсеса XIII, відважного воїна й палкого закоханого. Фараони вже не були всесильними володарями, скарбниця порожня. В той час, коли жерці, очолювані Герігором купаються у золоті. Рамсес намагається покласти край владі жерців і знову утвердити владу фараона у Єгипті. Але підступний Герігор втілює у життя свої плани, верховний жрець готує двійника Рамсеса та вбивство справжього фараона, аби посадити на трон маріонетку.
Кохання молодого фараона до двох жінок не принесло йому щастя. Його син, народжений від єврейки Сари, не мав права спадкувати трон, жриця Кама не мала права на плотське кохання. Утім, головна його пристрасть — ненависть до всемогутніх жерців, фактичних володарів Єгипту, що накопичили неймовірне багатство. Наймогутніший з них — найвищий жрець Герігор. Але смерть чекала на всіх, хто піде проти жерців.
Поєднання польського кінематографу та єгипетської тематики цілковито можна вважати екзотикою. Стрічка точно не вразить любителів баталій та динамічного сюжету у кіно. Три години перегляду занурюють глядача у єгипетські реалії сипучих пісків, віддаляючи його від класичної та гостросюжетної Голівудської подачі.

## У ролях
- Єжи Зельник — Рамсес XIII, грек Лікон
- Веслава Мазуркевич — Нікотріс
- Барбара Брильська — Кама
- Кристина Миколаєвська — Сара
- Петр Павловський — Герігор
- Лешек Гердеген — Пентуер
- Станіслав Мільський — Мефрес
- Мечислав Войт — Саменту
- Анджей Гіртлер — Рамсес XII
- Емір Бучацький — Тутмос
- Казімеж Опаліньський — Бероес
- Ева Кшижевська — Хеброн
- Леонард Анджеєвський — Тегенна

## Нагороди та номінації
- 1967 — Номінація на премію «Оскар» — найкращий фільм чужою мовою
- 1966 — конкурсна програма Каннського кінофестивалю

## Цікаві факти
- Фараона Рамсеса XIII не існувало. Герігор захопив владу ще за життя Рамсеса XI (XII), володарював у Фівах у Верхньому Єгипті й помер раніше за Рамсеса. По смерті Рамсеса XI завершився період Нового царства.
- У сцені фільму, де відбувається сонячне затемнення, показано, що фараон і жерці Стародавнього Єгипту знали про кулястість Землі та фізичну природу затемнень.
- Між головними акторами фільму — Барбарою Брильською та Єжи Зельником — існував любовний зв'язок.
- Фільм знімали в Єгипті, Узбекистані (Кизилкумі) та Польщі. У сценах військових маневрів фараонових військ статистами були справжні радянські солдати.